# S-200 미사일 시스템

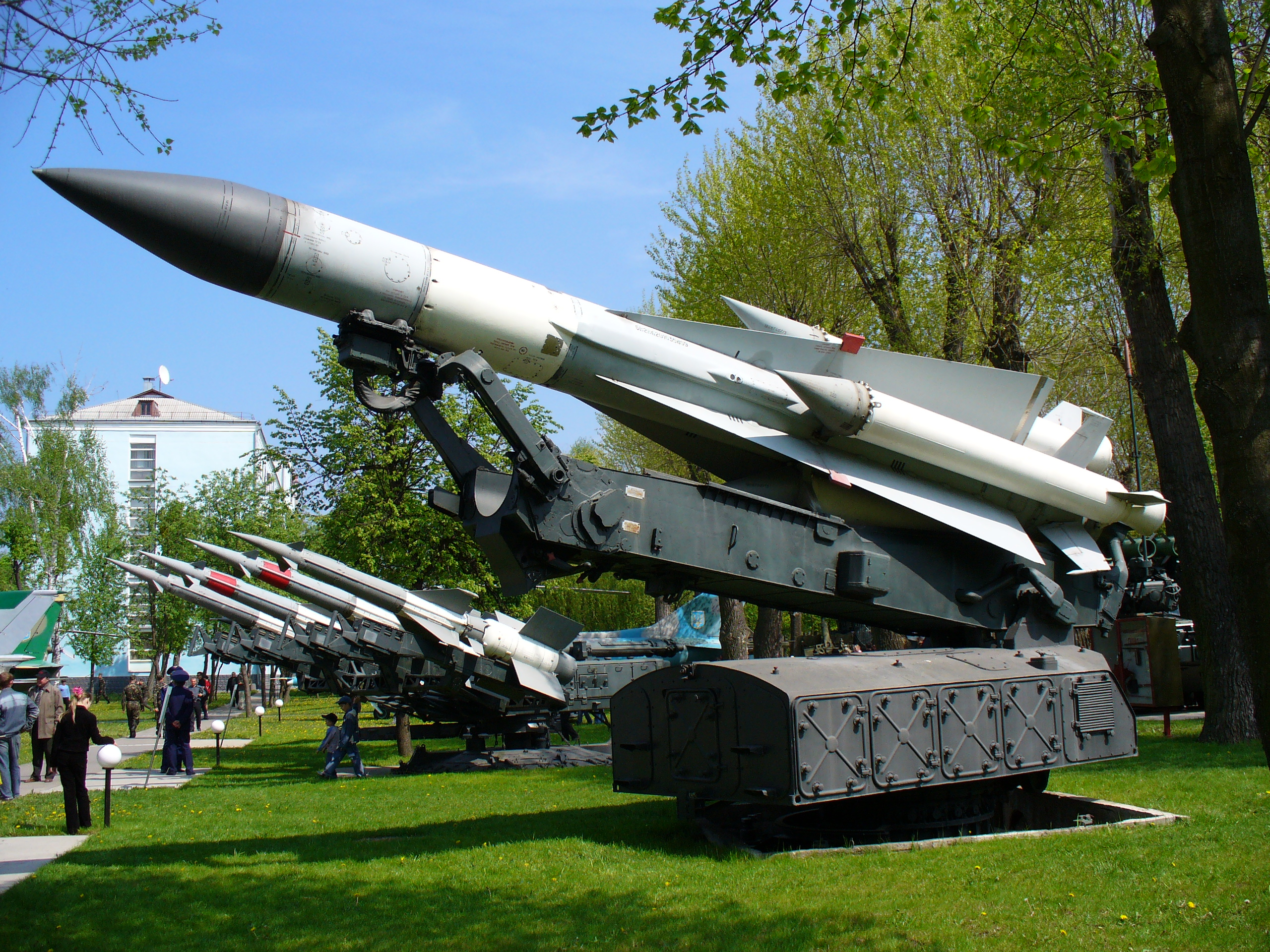

NPO 알마즈의 S-200  체계는 초장거리, 중고고도 지대공 미사일체계로 나토에는 SA-5 감몬으로 알려져 있다. S-200은 SR-71같은 고고도의 고속 항공기에 대응하기 위해 개발되었다. 북한은 S-200과 S-300을 보유하고 있는데 비해, 남한은 S-300을 철매2로 국산화 개발중이다.

## 구성

### 미사일
V-860/880(5V21/28) 미사일은 2단 추진 미사일이긴 하지만 이전의 미사일과는 달리 추진체가 따로 분리되진 않는다. 1단계로 미사일은 동체에 부착된 4개의 고체로켓 부스터에 의해 발사된다. 이들이 3에서 5.1초 동안 연소하고나면, 5D67 액체로켓엔진이 연소를 시작한다. 액체로켓엔진은 51-150초 동안 연소한다. 최대 사거리는 형식에 따라 150에서 300km이다. 미사일은 중간유도는 지령유도이고 표적에 근접하면 반능동레이다유도 단계로 접어든다. 표적의 최고 속도는 마하 4. 교전 고도는 초기형의 경우 300에서 20,000 m, 후기형의 경우 35,000m이다. 탄두는 217kg의 고폭파편탄(2g 짜리 16,000개와 3.5g 짜리 21,000개를 발생시킴)이며 레이다 근접신관이나 지령신호에 의해 폭파된다. 25KT 핵탄두는 지령신호에 의해서만 폭파된다. 각 미사일의 무게는 7018 kg 정도이다.
미사일의 중간 유도는 반능동지령유도를 사용하고 장거리에선 S-75의 지령유도 보다 훨씬 정확한 반능동레이다유도 방식을 러시아에선 최초로 사용하였다. 조기경보기에 대응한 수동 종말유도 방식의 존재에 대해서는 확실치 않다. 미사일의 최도 속도는 마하 8 정도이고 한 발 발사시 고고도의 폭격기와 같은 대형의 표적에 대한 명중률은 85%정도이다.

### 레이다

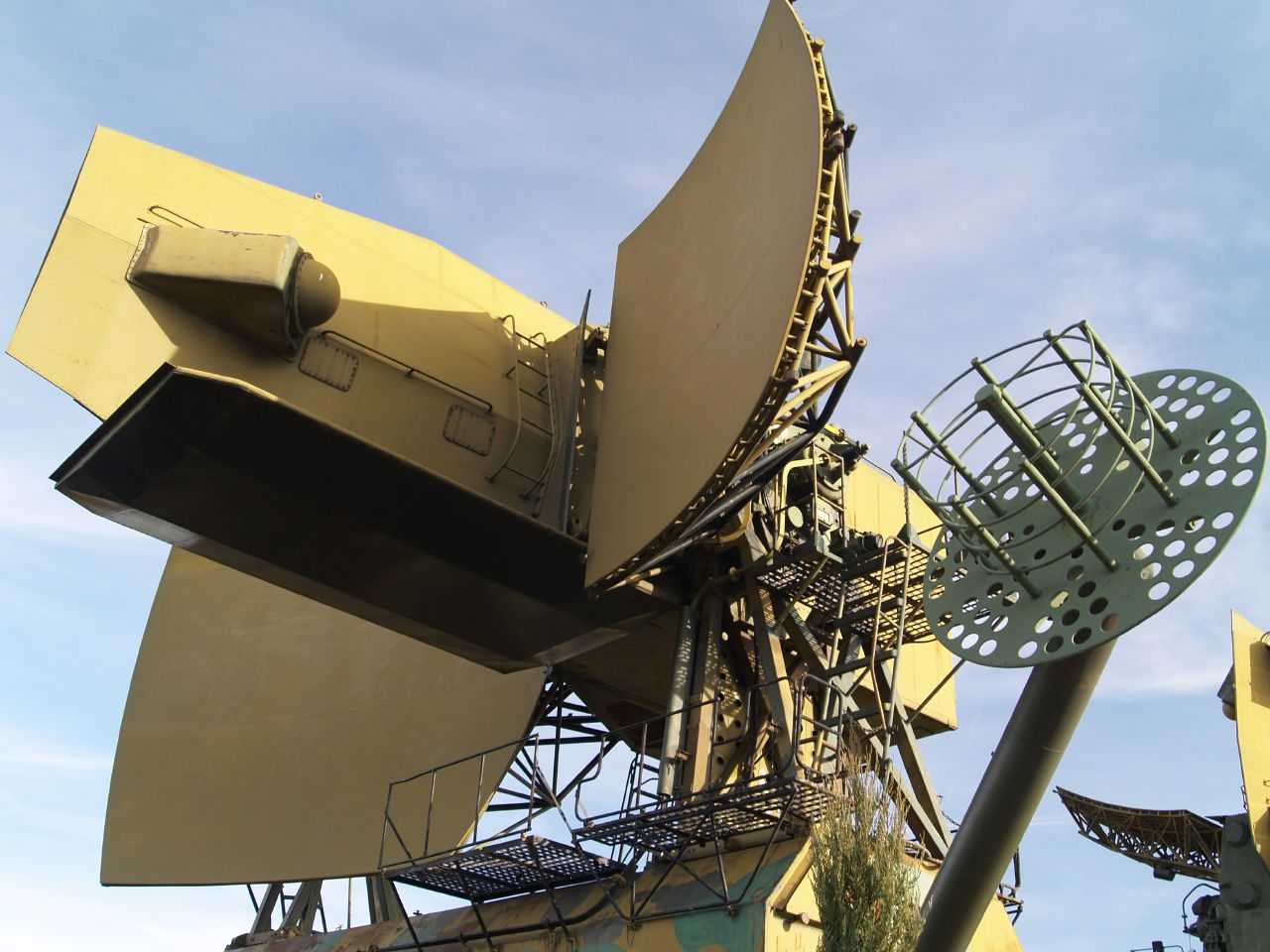
헝가리 케셀에서 촬영된 5N62 사격통제레이다

먼저 연대의 P-14(나토 코드: 톨 킹) 혹은 P-35/37(나토 코드: 바 록) A 밴드 조기 경보 레이다, PRV-17(나토 코드: 오드 패어) 고도측정 레이다, 1L22 피아식별 심문기에 의해 표적이 식별되면 5N62 (나토 코드: 스퀘어 패어) 사격통제레이다로 정보를 전송한다.
270km의 추적거리를 가진 5N62 연속파 H-밴드 사격통제레더는 표적을 추적 및 미사일을 유도하며, 한번에 한 개의 표적과만 교전할 수 있다.

## 북한
영국의 국제전략문제연구소(IISS)는 매년 발간하는 세계 군사력 보고서 밀리터리 밸런스(Military Balance)에서 북한이 1987년에서 1989년 사이에 SA-5 미사일 351발, 발사대 24개를 도입한 것으로 추정하고 있다.

### 지대지 미사일
2022년 10월 2일, 북한이 사상 최초로 동해 북방한계선(NLL) 이남으로 쏜 미사일은 옛 소련제 SA-5 장거리 지대공미사일로 확인됐다. 항공기 격추용으로 개발된 SA-5(러시아 제식명 S-200)는 북한이 1980년대에 도입한 기종이다. 군은 “SA-5를 지대지 공격에 사용하는 SRBM의 비행 궤적(포물선 형태)으로 쏜 것”이라고 밝혔다. 우리 군의 탐지 요격태세를 기만하거나 혼선을 주려는 의도로 군은 보고 있다.
SA-5 미사일은 지대지미사일로도 사용할 수 있는 특성을 가졌다. 최근 러시아도 유사한 S-300 지대공미사일을 우크라이나전에서 지대지미사일로 사용한 바 있다.
신종우 한국국방안보포럼 사무국장은 지대지 미사일이 아니라고 보았다. "SA-5 미사일을 지대지 형태로 쐈다는 근거가 빈약하다. 지대공미사일을 공중 목표 없이 발사했다는 것이 더 정확하다"고 설명했다. "공중 목표가 없기 때문에 지대공미사일이 탄도 궤적으로 날아간 것이다. 비질런트 스톰 견제 차원에서 북한이 가지고 있는, 곧 폐기가 임박한 지대공미사일을 그냥 허공에다 쏜 것"이라고 분석했다. 이어 "군에서 단거리 탄도미사일로 식별한 것은 잘못이 아니다. 그렇게 보일 수 있다. 하지만 군에서 실수한 것이 아니라는 것을 설명하기 위해 지대지 형태로 쐈다고 표현한 것은 잘못된 것"이라며 "(지대지미사일 발사는) 전혀 말도 안 되는 이야기"라고 지적했다.
한국군 관계자는 "우리 군은 다수의 탐지 자산으로 북한의 미사일을 탐지했으며, 당시 비행궤적(탐지제원)은 전형적인 포물선 형태를 가진 단거리 탄도미사일(SRBM)과 유사했다"며 "이번 실물평가를 통해 지대공과 지대지로 모두 사용 가능한 SA-5 미사일로 판명됐다"고 설명했다.

### 사드
2019년 8월 6일, 중거리미사일은 사드와 달리 러시아의 반발도 사고 있다. 콘스탄틴 코사체프 러시아 의회 외교위원장은 타스통신에 "미국의 중거리 미사일을 배치하는 국가는 우리의 잠재적 핵공격 목표"라고 경고했다.

## 사용국가

### 현재사용국가
- 알제리
- 아제르바이잔
- 불가리아 -[2] 1개 대대
- 조지아 -[2]
- 인도 -[2]
- 이란 -[2] 10 발사대
- 카자흐스탄 -[2]
- 몽골 -[3]
- 라트비아
- 리비아 - 1개 대대.[2]
- 조선민주주의인민공화국 - 1개 대대.[2]

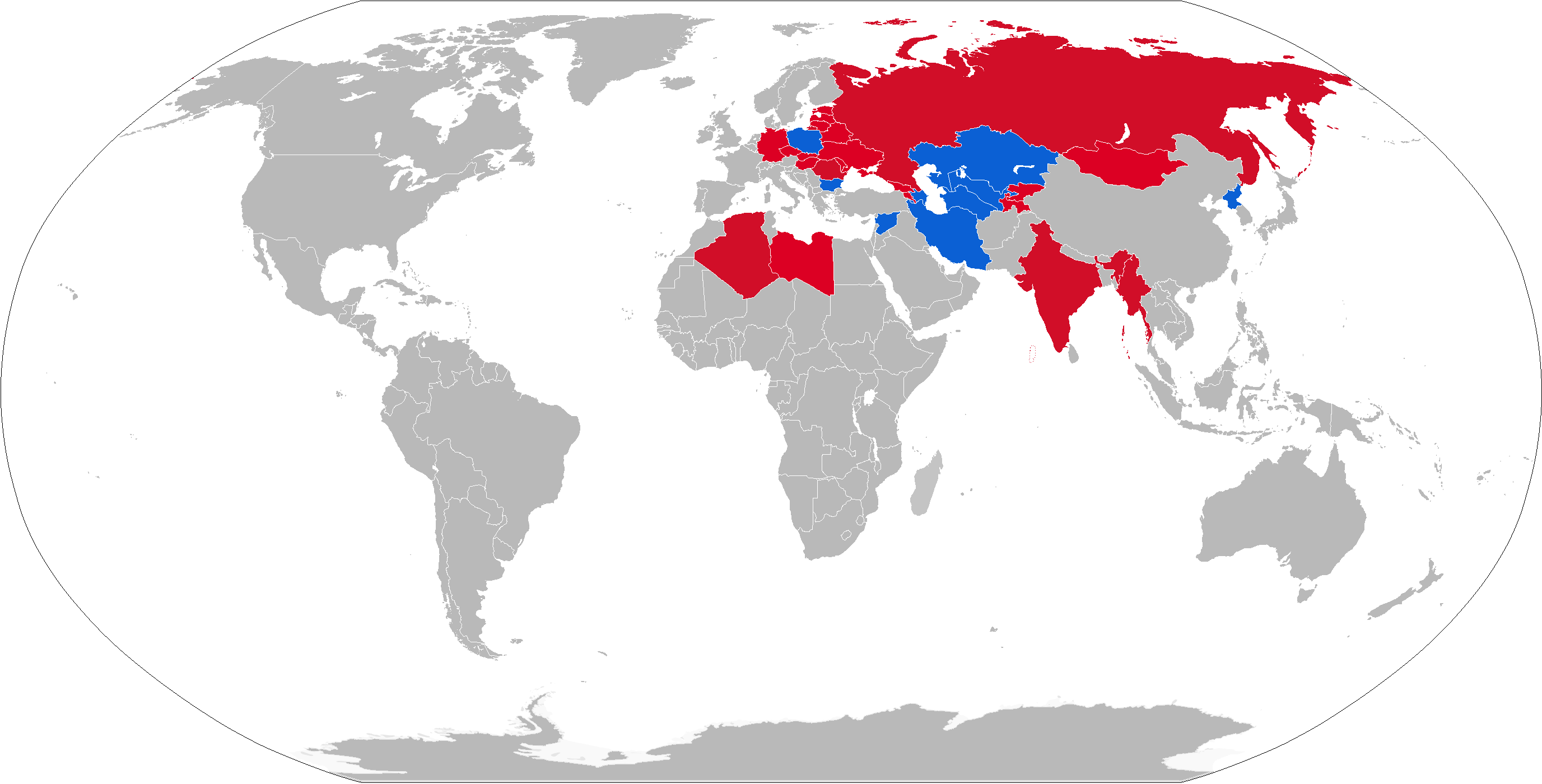
S-200 사용국가

- 폴란드 - 2 squadrons.[2]
- 시리아 - 1개 대대 (8 발사대).[2]
- 투르크메니스탄 -[2]
- 우크라이나 -[2]
- 우즈베키스탄 -[2]

### 과거사용국가
- 벨라루스 - 4개 대대.[2]
- 체코슬로바키아 - 5개 대대.
- 체코 -[2]
- 동독 - 4개 대대.
- 헝가리 - 1개 대대.[2]*
- 몰도바 -[2] 1개 대대.
- 러시아 -[2]
- 소련 -[2]

## 같이 보기
- 나이키 허큘리스 미사일 대한민국의 장거리 고고도 지대공 미사일이다.